# Oscar Zariski
Oscar Zariski (geboren als Asher Zaritsky, Kobryn, toen in Polen (tegenwoordig in Wit-Rusland), 24 april 1899 - Brookline (Massachusetts), 4 juli 1986) was een Joods Wit-Russisch Amerikaans wiskundige en een van de meest invloedrijke algebraïsche meetkundigen van de 20e eeuw.

## Jeugd
Ashers vader Bezalel Zaritsky was een jonge Talmoedgeleerde die stierf in 1901, toen Asher nog maar twee was. Zijn moeder Hannah Tannenbaum voedde hem en 6 andere kinderen op. Toen hij 6 was, ging hij naar het cheider, een soort religieuze school voor jonge kinderen. Dankzij Hannah's zakeninstinct werden de Zaritsky's een van de rijkste families van Kobrin, en Asher kreeg een privéleraar voor de vakken Russisch en wiskunde. In 1909 hertrouwde zijn moeder en een jaar later verhuisde het gezin naar Vladimir-Volynskiy, waar Asher werd toegelaten tot het gymnasium. Zijn aanleg voor wiskunde werd al vroeg opgemerkt door zijn leraars, die hem afzonderlijke opdrachten gaven.

## Studies
Zariski studeerde aan de universiteit van Kiev van 1918 tot 1920. Het waren woelige tijden en het meeste van zijn studiewerk was autodidactisch. Vanaf 1921 studeerde hij in Rome onder de vooraanstaande meetkundigen Guido Castelnuovo, Federigo Enriques en Francesco Severi. Het was ook in Rome dat hij zijn vrouw Yole ontmoette. Castelnuovo was de promotor van zijn proefschrift in 1924 waarin Zariski de volgende stelling bewees:
"Gegeven een generische algebraïsche vergelijking {\displaystyle f(x,y)=0} met genus strikt groter dan 6, dan is het niet mogelijk een parameter t te introduceren als rationale functie van x en y zodat x en y in t kunnen worden uitgedrukt door middel van radicalen."

## Amerikaanse carrière
In 1927 migreerden Oscar en Yole naar de Verenigde Staten. Na een kort verblijf in Illinois aanvaardde Zariski een positie aan de Johns Hopkins-universiteit. Hij bezocht regelmatig Solomon Lefschetz in Princeton. In 1945-1946 verbleef hij in São Paulo en werkte er samen met André Weil. In 1949 trok hij dan naar Harvard. Hoewel officieel met rust vanaf 1970, bleef hij tot aan zijn dood actief.

## Werk
Op enkele vroege publicaties over verzamelingenleer na, geïnspireerd door Enriques, werkte hij uitsluitend in de algebraïsche meetkunde. Aanvankelijk behandelde hij topologische vraagstukken over algebraïsche variëteiten, vooral in verband met de fundamentaalgroep. Vanaf 1935 begon hij aan een systematische versterking van de algebraïsche basis voor de meetkunde. Na 1962 wijdde hij zich vooral aan de algebraïsche theorie van equisingulariteit.
Zijn bibliografie omvat 100 publicaties waaronder de volgende boeken:
- Algebraic Surfaces, Ergebnisse der Mathematik, vol. 3, no. 5., Springer-Verlag, Berlin, 1935, 198 blz.; tweede vervolledigde uitgave met appendices door S. S. Abhyankar, J. Lipman, and D. Mumford, Ergebnisse der Mathematik, vol. 61, Springer-Verlag, Berlin-Heidelberg-New York, 1971, 270 blz.
- (Russisch) Lineaire en continue stelsels van krommen op een algebraïsch oppervlak, Progress of Mathematical Sciences, Moskou, vol. 3 (1937).
- (samen met Pierre Samuel en met medewerking van I. S. Cohen) Commutative Algebra, vol. I, D. Van Nostrand Company, Princeton, N.J., 1958.
- (met Pierre Samuel) Commutative Algebra, vol. II, D. Van Nostrand Company, Princeton, N.J., 1960.
- An Introduction to the Theory of Algebraic Surfaces, Lecture Notes in Mathematics, No. 83, Springer-Verlag, Berlin, 1969.
- Le problème des modules pour les branches planes, Cours donné au Centre de Mathématiques de l’Ecole Polytechnique, octobre-novembre 1973. Geredigeerd door François Kmety en Michele Merle, pp. 1–144. Met appendix door Bernard Teissier. In 2006 in het Engels heruitgegeven als The Moduli Problem for Plane Branches, American Mathematical Society University Lecture Series 039.